# Mohelno
Mohelno é uma comuna checa localizada na região de Vysočina, distrito de Třebíč.